# Kaali
Kaali je skupina od 9 meteorskih kratera koji se nalazi na estonskom otoku Saaremai (okrug Saaremaa). 
Meteorit se razbio u komade i pao na Zemlju u dijelovima, najveći krater je promjera 110 m, a dubina mu je 22 m. Jezero Kaali postoji u dnu ovog kratera. Osam manjih kratera također su povezani s ovim meteorom. Njihov raspon je između 12 do 40 metara i njihove dubine razlikuju se od jednog do četiri metra. Oni su unutar jednog kilometra od glavnog kratera. Smatra se da su nastali u holocenu, oko 660 ± 85 godina prije Krista. 
Asteroid 4227 Kaali je dobio ime po ovim kraterima.

## Vanjske poveznice
|  | Zajednički poslužitelj ima još gradiva o temi Kaali |

- O Kaaliju na muinas.struktuur.ee
- O Kaaliju na službenim stranicama okruga Saaremaa